# Kallanaikanahalli, Kunigal
Kallanaikanahalli là một làng thuộc tehsil Kunigal, huyện Tumkur, bang Karnataka, Ấn Độ.